# Дуда, Артём Павлович
Артём Павлович Дуда (род. 8 апреля 2004, Москва, Россия) — российский хоккеист, защитник клуба НХЛ «Юта». Мастер спорта России (2021).

## Карьера
Артём Дуда начал заниматься хоккеем в школе московского «Динамо», а спустя время перешёл в школу ЦСКА.
В сезоне 2020/2021 начал свои выступления на профессиональном уровне в составе молодёжной команды армейцев "Красная армия. В январе 2022 года стал привлекаться к играм в составе фарм-клуба «Звезда» на уровне ВХЛ.
Летом 2022 года Дуда на драфте НХЛ был выбран клубом «Аризона Койотис». С октября начал привлекаться к играм на уровне КХЛ. 21 октября в домашней игре ЦСКА против клуба «Автомобилист» заработал свой первый результативный балл в КХЛ, став автором результативной передачи.
Летом 2023 года переехал в США, где поступил на обучение в Университет Мэна.
10 июля 2024 года подписал трёхлетний контракт новичка с «Ютой».

## В сборной
Победитель хоккейного турнира зимних юношеских Олимпийских игр 2020 года.
Был вызван в состав юниорской сборной на чемпионат мира 2021, который проходил с 26 апреля по 6 мая 2021 года в американских городах Фриско и Плейно, штат Техас. На турнире сборная России завоевала серебряные медали. Летом 2021 года принимал участие в международном турнире Кубок Глинки / Гретцки, на котором сборная России стала победителем.

## Достижения
- Победитель зимних юношеских Олимпийских игр (2020)
- Серебряный призёр юниорского чемпионата Мира (2021)
- Победитель Кубка Глинки/Гретцки (2021)